# Square des Batignolles
La square des Batignolles es troba al 17è districte de París, al Quartier des Batignolles, no lluny del nou Parc Clichy-Batignolles.
Va ser realitzat durant el segon Imperi a petició del Baró Haussmann pel desig de Napoleó III de construir a la capital diversos  jardins a l'anglesa. Napoleó III havia portat aquest gust pels jardins després d'un viatge a Anglaterra.
Va ser creat per Jean-Charles Alphand, secundat per l'enginyer Jean Darcel, l'arquitecte Gabriel Davioud i l'horticultor Jean-Pierre Barillet-Deschamps sobre l'emplaçament de la «place de la promenade», un immens terreny vague.

## Vegetació
Ha estat concebut com un jardí a l'anglesa, lleugerament ondulat, amb una gruta, un riu, una cascada i un llac en miniatura. S'hi va plantar una vegetació molt exòtica per meravellar els sentits però alhora per mostrar la potència del segon Imperi, capaç de fer viure espècies que venen de tots els horitzons climàtics.
Actualment, l'ajuntament de París intenta conservar el jardí en el pur estil Haussmannià. Aquest estil és molt visible pels petits ponts de betó amb dibuixos vegetals, les falses roques estratificades com al Parc dels Buttes-Chaumont construït a la mateixa època pel mateix Jean-Charles Alphand.
Encara s'hi pot trobar sobre el terreny:
- 4 plàtans híbrids (Platanus ×hispanica) plantats el 1840 i el 1880, de 32, 33, 34 i 38m d'alçària, dels que un fa 5,90m de circumferència i són entre els més grans de París.
- Un Faig porprat (Fagus sylvatica f. purpurea) gegantí.
- Alguns Gleditsia triacanthos.
- Salzes tortuosos (Salix matsudana 'Tortuosa')
- Avellaners de Bizanci (Corylus colurna)
- Freixes de fulles d'Aucuba (Fraxinus aucubaefolia)
- Caquis del Japó (Diospyros caqui)
- Llimoners (Citrus limon)
- Una sequoia vermella (Sequoiadendron giganteum)

## Cultura
- La square des Batignolles ha estat cantada per Barbara en la seva cançó Perlimpinpin:

Le goût de l'eau, le goût du pain
Et celui du Perlimpinpin
Dans le square des Batignolles!
_______________________________________
El gust de l'aigua, el gust del pa
I el del Perlimpinpin
A la plaça dels Batignolles!
- Yves Duteil ha titulat una de les seves cançons "Les Batignolles" (1976):

Alors au square des Batignolles
Je passais le torrent à gué
Pour voir les pigeons qui s'envolent
Quand on court pour les attraper ....
Sur le pont guettant les nuages
On respirait la folle odeur
Qui se dégageait au passage
Des locomotives à vapeur
Et au coeur de la fumée blanche
Tout le reste disparaissait ....
________________________________________
Llavors a la plaça dels Batignolles
Passava el torrent en gué
Per veure els coloms que s'enlairen
Quan es corre per agafar-los ....
Sobre el pont que guaita els núvols
Es respirava la boja olor
Que desprenia de passada
Locomotores de vapor
I al cor del fum blanc
Tota la resta desapareixia ....
Fa aquí referència als trens que circulaven entre l'estació Saint-Lazare i l'estació de Pont-Cardinet molt propera.